# Delta Octantis
Delta Octantis (δ Octantis, förkortat Delta Oct, δ Oct) som är stjärnans Bayerbeteckning, är en ensam stjärna belägen i den yttre delen av stjärnbilden Oktanten. Den har en skenbar magnitud på 4,31 och är svagt synlig för blotta ögat. Baserat på parallaxmätning inom Hipparcosuppdraget på ca 10,9 mas, beräknas den befinna sig på ett avstånd på ca 300 ljusår (ca 92 parsek) från solen och har ungefär samma ålder som solen.

## Egenskaper
Delta Octantis är en orange till röd jättestjärna av spektralklass K2 III. Den har en massa som är ungefär lika stor som solens massa, en radie som är ca 25 gånger större än solens och utsänder från dess fotosfär ca 271 gånger mera energi än solen vid en effektiv temperatur på ca 4 300 K.